# Ridgeland (Mississippi)
Ridgeland is een plaats (city) in de Amerikaanse staat Mississippi, en valt bestuurlijk gezien onder Madison County.

## Demografie
Bij de volkstelling in 2000 werd het aantal inwoners vastgesteld op 20.173.
In 2006 is het aantal inwoners door het United States Census Bureau geschat op 21.535, een stijging van 1362 (6.8%).

## Geografie
Volgens het United States Census Bureau beslaat de plaats een oppervlakte van
45,9 km², waarvan 41,2 km² land en 4,7 km² water. Ridgeland ligt op ongeveer 98 m boven zeeniveau.

## Plaatsen in de nabije omgeving
De onderstaande figuur toont nabijgelegen plaatsen in een straal van 20 km rond Ridgeland.

## Geboren
- Bianca Knight (1989), atlete